# Kampvolger

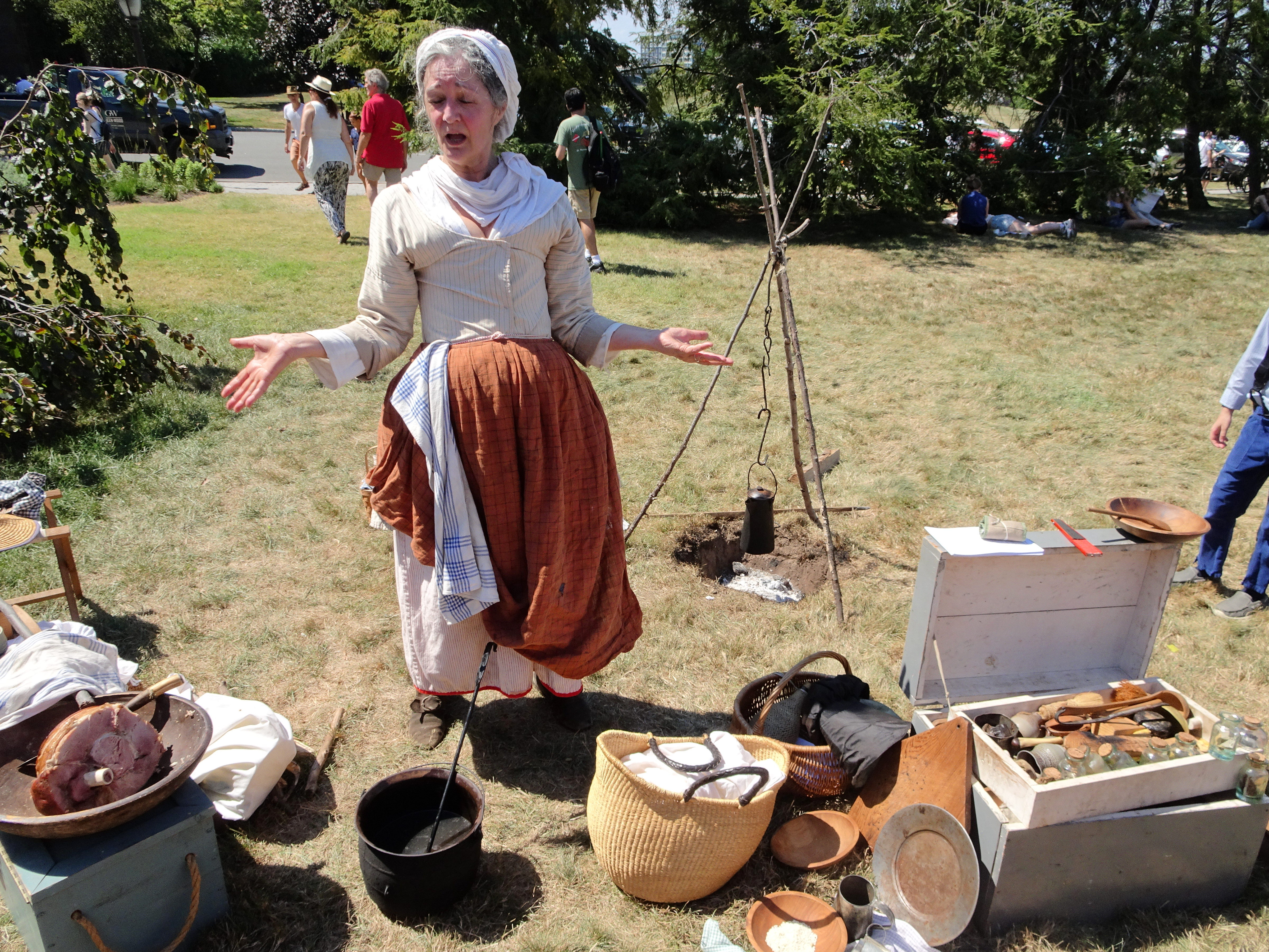
Moderne uitbeelding van een 18e-eeuwse kampvolger

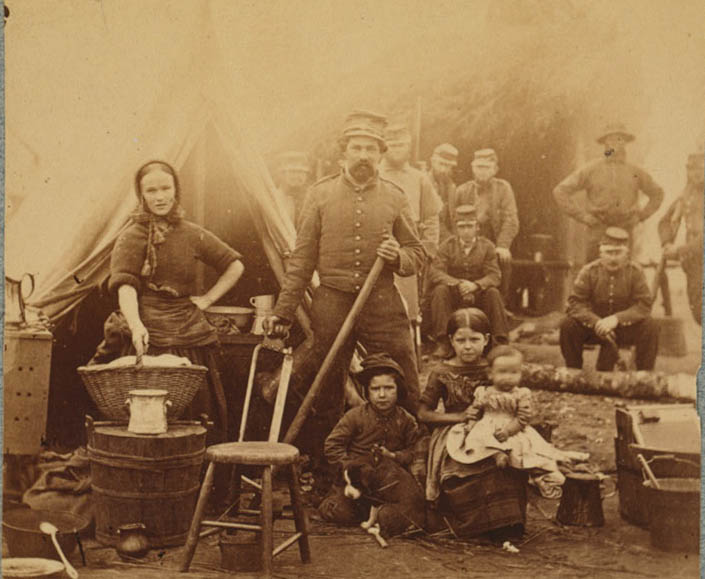
Foto uit 1862 van een kampvolger met haar echtgenoot, een soldaat uit het 31e Pennsylvania Infantry Regiment en hun drie kinderen

Kampvolgers zijn burgers die legers volgen. Het gaat doorgaans om twee, elkaar soms overlappende groepen: de echtgenotes en kinderen van soldaten, en personen die commerciële belangen hebben. Die laatste groep draagt zorg voor logistieke benodigdheden of voorziet in zaken die het leger niet of nauwelijks regelt, zoals koken, de was doen, ziekenverzorging, sekswerk of alcoholverkoop. Een voorbeeld van een kampvolger is een markententster.

## Geschiedenis
In de Romeinse tijd bestond er al een traditie van kampvolgers. In sommige gevallen betrof het slaven die de Romeinse soldaten verzorgden. In bijvoorbeeld Alphen aan de Rijn werd een castellum gevestigd en al snel ontwikkelde zich een vicus of kampdorp. De vicus bij Alphen aan de Rijn was daarmee een vroeg voorbeeld van een dergelijk dorp in Nederland.
Ook in de Middeleeuwen waren er in Europa nog altijd kampvolgers. Het belang van de kampvolgers blijkt vooral uit de problemen die ontstonden als zij niet aanwezig waren. In 1136 kregen de soldaten van de hertog van Anjou dysenterie toen er geen koks aanwezig waren om hun brood te bereiden. De soldaten aten de haver die mee was genomen ongekookt op en werden ziek.
Later, in de Dertigjarige Oorlog en de Nederlandse opstand, zijn kampvolgers nog altijd betrokken bij het conflict. In sommige gevallen waren hun aantallen even groot of zelfs groter dan het aantal soldaten. Dit zorgde in zulke gevallen echter wel voor problemen voor wat betreft het huisvesten van het leger en haar volgers.
Rond het midden van de 19e eeuw begon er een professionaliseringsslag in verschillende legers. In die periode zien we dat veel taken van de kampvolgers worden overgenomen door professionals. Zo nemen verpleegkundigen de ziekenverzorging over.

## Voor- en nadelen
De kampvolgers hadden een unieke positie binnen het leger. Ze waren geen officiële leden van het leger, maar vielen wel onder het gezag van de officieren binnen het krijgsmachtonderdeel dat zij volgden. Deze bijzondere positie zorgde soms voor moeilijkheden. Zoals eerder vermeld moest de krijgsmacht bijvoorbeeld voor hen ook onderdak vinden. Ook bestraften officieren gedrag van kampvolgers dat als onwenselijk werd gezien om de orde te bewaren. Ondanks deze verantwoordelijkheid werden kampvolgers toch toegestaan, omdat ze voorzagen in verschillende noodzakelijke taken.
Een deel van de kampvolgsters trad op als prostitutee. Daardoor was de angst voor soa's groot.  Tijdens de kruistochten had de paus al geprobeerd te verbieden dat vrouwen meegingen, zodat het zielenheil van de soldaten geborgd bleef. Ook kozen niet alle kampvolgsters vrijwillig voor hun positie. Soms werden de vrouwen van overwonnen tegenstanders als gevangenen meegenomen en gedwongen als kampvolgster te werken.

## Hedendaags gebruik
In moderne legers zijn er geen kampvolgers meer in de historische betekenis. Toch biedt voorbeeld Amerika wel een moderne versie van deze kampvolgers: families van militairen leven vaak op de basis en volgen de soldaat naar opdrachten in het buitenland. Omdat dit zorgt voor een geheel eigen subcultuur, worden kinderen die op deze wijze opgroeien vaak Military Brats genoemd.

## Fictionele verbeeldingen
Mutter Courage und ihre Kinder, het toneelstuk uit 1939 van Bertolt Brecht, concentreert zich op het leven van een familie van kampvolgers tijdens de Dertigjarige Oorlog (1618-1648).
Enkele hoofdpersonen uit het boek 1632 van Eric Flint en latere boeken uit de Ring of Fire-reeks zijn in eerste instantie ook kampvolgers in de Dertigjarige Oorlog.